# Кашуби
Кашуби (кашуп. Kaszëbi, пољ. Kaszubi) су западнословенски народ, који претежно живи у Пољској, на подручју историјске покрајине Помераније (Поморја), чија је некадашња територија део данашње Пољске. Сматра се да су Кашуби директни потомци Поморана, старог словенског племена, које је настањивало ово подручје. Говоре кашупским језиком,који је класификован као посебан језик који спада у словенску групу индоевропске породице језика.
Уобичајена процена је да је преко 500.000 људи у Пољској кашупске националности, а процене се крећу од око 500.000 до око 570.000. На пољском попису становништва из 2002. године, само 5.100 људи се изјаснило као кашупски национални идентитет, иако је 52.655 изјаснило да је кашупски језик њихов свакодневни језик. Сматра се да особа које су пореклом Кашуби, али се на попису изјашњавају као Пољаци има око 300.000. На попису из 2011. године, број особа које су се изјашњавале за Кашубе као своју једину етничку припадност износио је 16.000, а 233.000 укључујући и оне који су се изјашњавали за Кашубе као прву или другу етничку припадност (заједно са пољском). На том попису, преко 108.000 људи се изјаснило за свакодневну употребу кашупског језика. Број људи који говоре бар нешто кашупски је већи, око 366.000.
Између 80,3% и 93,9% људи у градовима као што су Линиа, Сиераковице, Шемуд, Картузи, Хмељно, Жуково, итд. су кашупског порекла. Традиционална престоница је дуго била спорна и међу седам кандидата укључује Картузи. Највећи градови који тврде да су главни град су: Гдањск, Вејхерово, и Битов.
Кашуби су сачували своје етничке особине, јер вековима живе изоловано. Основали су град Гдањск. Увек су имали везе са српским народом. Једна од престоница кашупских кнезова у средњем веку звала се Београд.